# Severin Schneider

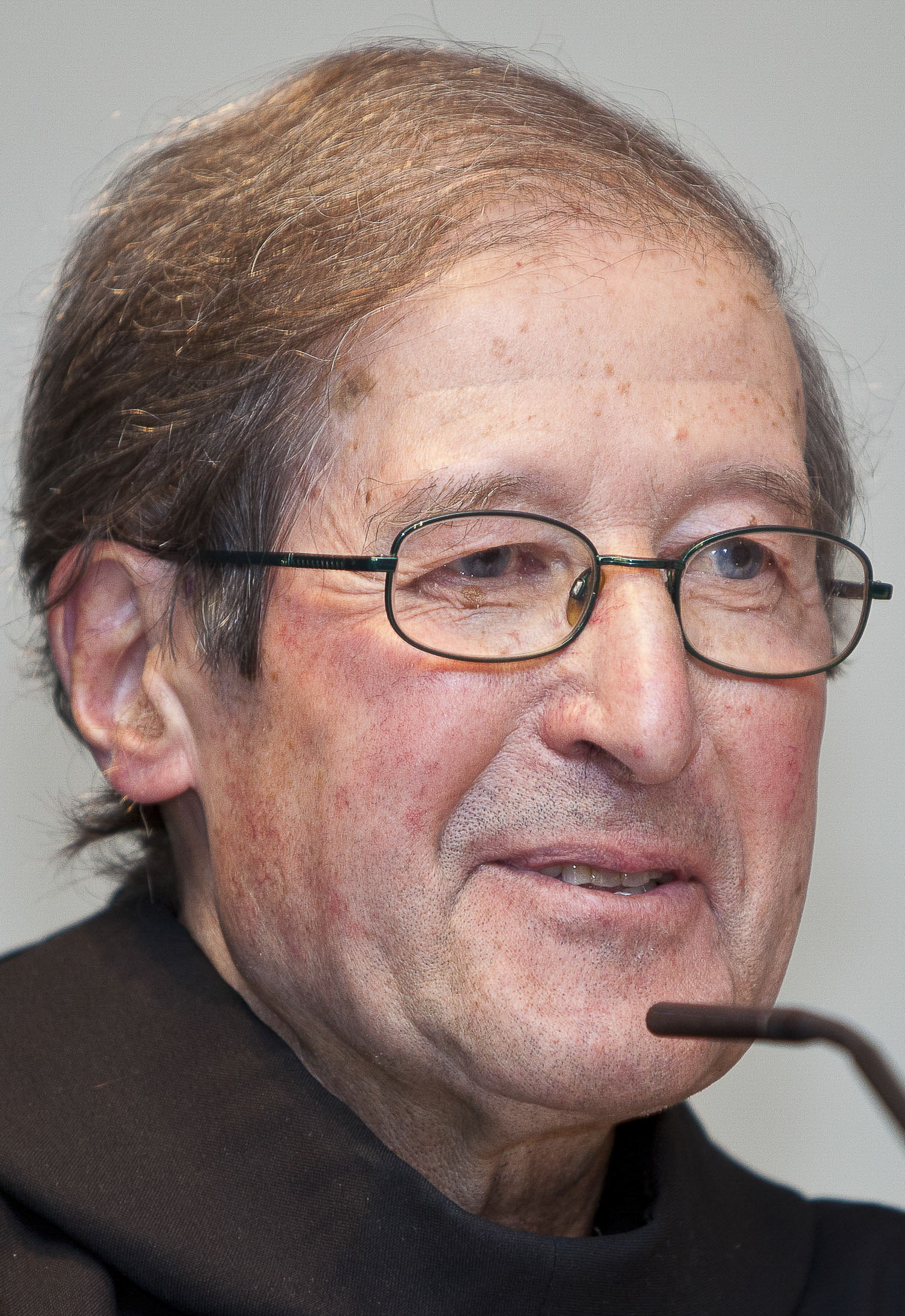
Severin Schneider OSB (2011)

Severin Schneider OSB (* 22. Mai 1931 in Wien als Heinrich Schneider; † 2. November 2018 in Judenburg, Steiermark) war ein österreichischer römisch-katholischer Ordensgeistlicher. Er leitete die Abtei Seckau von 1997 bis 2000 als Prior-Administrator.

## Leben und Wirken
Heinrich Schneider absolvierte das Gymnasium Fichtnergasse in Wien-Hietzing und trat nach seiner Reifeprüfung als Novize in die Benediktinerabtei Seckau ein, die er durch das Volksbrevier des Seckauer Mönches Hildebrand Fleischmann und durch Exerzitien bei Laurentius Hora kennengelernt hatte. Er erhielt den Ordensnamen Severin. Nach seiner Profess am 4. Dezember 1951 studierte er Philosophie und Katholische Theologie in der Erzabtei Beuron und wurde am 23. September 1956 zum Priester geweiht. Seine nachfolgenden Studien der Germanistik und Philosophie an der Universität Graz schloss er 1968 mit dem Doktorat ab.
Er wirkte als Erzieher und Professor für Religion, Deutsch und Philosophie am Abteigymnasium Seckau, dessen Direktor er von 1980 bis 1996 war. Nach dem Tod des Seckauer Abtes Athanasius Recheis übernahm Schneider von 1997 bis 2000 als Prior-Administrator die Leitung der Klostergemeinschaft. Zuvor hatte er der Gemeinschaft als Subprior und Prior gedient. Von 2001 bis 2006 war er Cellerar.
Schneider förderte das Laienapostolat, engagierte sich in der Katholischen Hochschulgemeinde, übernahm von 2001 bis 2006 die Aufgabe des geistlichen Generalassistenten der Katholischen Aktion in der Diözese Graz-Seckau und hielt Einkehrtage und Exerzitien. Viele Jahre hindurch wirkte er mit Beauftragung durch den steirischen Diözesanbischof als Firmspender.
Die Einrichtung des Photographica-Museums im Abteigymnasium Seckau geht auf Schneider zurück und bezeugt seine Begeisterung für die Fotografie, die sowohl im seit 1992 publizierten Seckauer Kalender als auch in seinen Bildbänden mannigfaltige Ausdrucksweisen gefunden hat. 2016 wählte Egon Kapellari für seine Festgabe (Schritte zur Mitte) eine von Schneider angefertigte Fotografie der Seckauer Kreuzigungsgruppe.
Schneider pilgerte 2001, 2003 und 2005 nach Santiago de Compostela.
Schneider starb am 2. November 2018 nach langer Krankheit im Landeskrankenhaus Judenburg-Knittelfeld. Am 10. November 2018 feierte der Salzburger Erzbischof Franz Lackner gemeinsam mit Bischof Maximilian Aichern und  Generalvikar Heinrich Schnuderl das Requiem in der Basilika Seckau. Schneider wurde am Seckauer Ortsfriedhof beigesetzt.

## Ehrungen und Auszeichnungen
- Konsistorialrat[1][3]
- Hofrat[1][3]
- Großes Goldenes Ehrenzeichen des Landes Steiermark mit dem Stern (2005)[9]

## Publikationen
- denn du bist da. Psalmengebete. Echter/Tyrolia-Verlag, Würzburg 1972, ISBN 3-429-002-32 X
- dich suchen wir. Psalmengebete. Echter/Tyrolia-Verlag, Würzburg 1973, ISBN 3-429-00294 X
- Sein Wort trifft immer. Meditationen zum Lukas-Evangelium. Echter/Tyrolia-Verlag, Würzburg 1975, ISBN 3-429-00411 X
- Glauben gibt dem Leben Sinn. Ein Bildkatechismus. Echter-Verlag, Würzburg 1978, ISBN 3-429 00540 X
- Erfüllt von Gottes Wort. Psalmengebete. Alle Fotos von Severin Schneider. Echter-Verlag, Würzburg 1983, ISBN 3-429-00822-0
- (Hrsg.): Im Schönen verweilen. Edition Seckau, Band 1, Eigenverlag Benediktinerabtei Seckau, 3/1995, ISBN 3-9015-0001-4
- (Hrsg.): Im Schönen verweilen II. Edition Seckau, Band 2, Eigenverlag Benediktinerabtei Seckau, 6/2001, ISBN 3-9015-0004-9
- Weg Jakobsweg Lebensweg: Impressionen, Ingenium-Verlag, Graz 2009, ISBN 978-3-902380-07-4
- Die Seckauer Apokalypse von Herbert Boeckl. Gedeutet von P. Dr. Othmar Stary OSB, fotografiert von P. Dr. Severin Schneider OSB. Edition Seckau, Band 3, Eigenverlag Benediktinerabtei Seckau, 2011.
- mit P. Othmar Stary: Benediktinerabtei Seckau. Seckau 2014.